# Regering-Jaspar I
De regering-Jaspar I (20 mei 1926 - 22 november 1927) was een Belgische regering. Het was een coalitie van de Katholieke Unie (78 zetels), BWP (78 zetels) en de Liberale Partij (23 zetels) . De regering volgde de regering-Poullet-Vandervelde op en werd opgevolgd door de regering-Jaspar II.
De grootste realisatie van de regering was de oprichting van de NMBS/SNCB bij wet van 23 juli 1926.

## Samenstelling
De regering telde aanvankelijk 10 ministers: 4 ministers van de Katholieke Unie, 4 voor de BWP en 2 voor de Liberale Partij.
| Ambtsbekleder                                  | Ambtsbekleder                      | Ambtsbekleder                      | Functie                                                                        | Termijn                             | Partij                       |
| ---------------------------------------------- | ---------------------------------- | ---------------------------------- | ------------------------------------------------------------------------------ | ----------------------------------- | ---------------------------- |
|                                                |                                    | Henri Jaspar (1870-1939)           | Eerste Minister                                                                | 20 mei 1926 - 22 november 1927      | Katholieke Unie              |
| Minister Binnenlandse Zaken en Volksgezondheid | 20 mei 1926 - 18 januari 1927      | Henri Jaspar (1870-1939)           |                                                                                |                                     | Katholieke Unie              |
| Minister Koloniën                              | 18 januari 1927 - 22 november 1927 | Henri Jaspar (1870-1939)           |                                                                                |                                     | Katholieke Unie              |
|                                                |                                    | Emile Vandervelde (1866-1938)      | Minister Buitenlandse Zaken                                                    | 20 mei 1926 - 22 november 1927      | BWP                          |
|                                                |                                    | Paul Hymans (1865-1941)            | Minister Justitie                                                              | 20 mei 1926 - 22 november 1927      | Liberale Partij              |
|                                                |                                    | Camille Huysmans (1871-1968)       | Minister Wetenschappen en Kunsten                                              | 20 mei 1926 - 22 november 1927      | BWP                          |
|                                                |                                    | Maurice Houtart (1866-1939)        | Minister Financiën                                                             | 20 mei 1926 - 22 november 1927      | Katholieke Unie              |
| Minister Koloniën                              | 20 mei 1926 - 15 november 1926     | Maurice Houtart (1866-1939)        |                                                                                |                                     | Katholieke Unie              |
| Minister ad interim Koloniën                   | 29 december 1926 - 18 januari 1927 | Maurice Houtart (1866-1939)        |                                                                                |                                     | Katholieke Unie              |
|                                                |                                    | Henri Baels (1878-1951)            | Minister Landbouw                                                              | 20 mei 1926 - 22 november 1927      | Katholieke Unie              |
| Minister Openbare Werken                       | 20 mei 1926 - 22 november 1927     | Henri Baels (1878-1951)            |                                                                                |                                     | Katholieke Unie              |
|                                                |                                    | Joseph Wauters (1875-1929)         | Minister Nijverheid, Arbeid en Maatschappelijke Voorzorg                       | 20 mei 1926 - 22 november 1927      | BWP                          |
|                                                |                                    | Edward Anseele (1856-1938)         | Minister Spoorwegen, Zeewezen, Posterijen, Telegrafen, Telefonen en Luchtvaart | 20 mei 1926 - 22 november 1927      | BWP                          |
|                                                |                                    | Charles de Broqueville (1860-1940) | Minister Landsverdediging                                                      | 20 mei 1926 - 22 november 1927      | Katholieke Unie              |
|                                                |                                    | Emile Francqui (1863-1935)         | Lid van de Ministerraad                                                        | 20 mei 1926 - 15 november 1926      | extraparlementair (liberaal) |
|                                                |                                    | Édouard Pecher (1885-1926)         | Minister Koloniën                                                              | 15 november 1926 - 27 december 1926 | Liberale Partij              |
|                                                |                                    | Maurice Vauthier (1860-1931)       | Minister Binnenlandse Zaken en Volksgezondheid                                 | 18 januari 1927 - 22 november 1927  | Liberale Partij              |

### Herschikkingen
- Op 15 november 1926 neemt Maurice Houtart (Katholieke Unie) ontslag als minister van Koloniën. Hij wordt opgevolgd door een nieuwe minister Édouard Pecher (Liberale Partij). Op dezelfde dag neemt Emile Francqui ontslag als lid van de Ministerraad.
- Op 27 december 1926 overlijdt Édouard Pecher (Liberale Partij). Hij wordt als minister van Koloniën tijdelijk opgevolgd door Maurice Houtart (Katholieke Unie) en nadien door premier Henri Jaspar.
- Op 18 januari 1927 neemt premier Henri Jaspar (Katholieke Unie) ontslag als minister van Binnenlandse Zaken en Volksgezondheid. Hij wordt opgevolgd door een nieuwe minister Maurice Vauthier (Liberale Partij).